# Mohammad Al Mutaiwei
Mohammad Al Mutaiwei, né le 28 novembre 2003, est un coureur cycliste émirati. 

## Biographie
En 2022, Mohammad Al Mutaiwei se distingue en devenant double champion des Émirats arabes unis espoirs, dans la course en ligne et le contre-la-montre. Il est également sélectionné en équipe nationale pour participer aux championnats d'Asie et aux championnats du monde espoirs. La même année, il est invité à un camp d'entraînement de l'équipe professionnelle UAE Emirates, en compagnie de son compatriote Abdulla Alhammadi,. 
Lors de la saison 2023, il se classe premier du contre-la-montre espoir et deuxième du contre-la-montre par équipes aux championnats arabes. En 2024, il intègre l'équipe UAE Emirates Gen-Z, la nouvelle réserve de la formation UAE Emirates.

## Palmarès sur route

### Par année
- 2022
  -  Champion des Émirats arabes unis sur route espoirs
  -  Champion des Émirats arabes unis du contre-la-montre espoirs
- 2023
  -  Champion arabe du contre-la-montre espoirs
  -  Médaillé d'argent du championnat arabe du contre-la-montre par équipes
- 2024
  -  Champion des Émirats arabes unis sur route espoirs
  -  Médaillé d'argent du championnat d'Asie sur route espoirs
- 2025
  -  Champion d'Asie du contre-la-montre espoirs
  -  Champion des Émirats arabes unis sur route espoirs
  -  Champion des Émirats arabes unis du contre-la-montre espoirs

### Classements mondiaux
| Année         | 2022 |
| ------------- | ---- |
| UCI Asia Tour | 36e  |

## Palmarès sur piste

### Championnats d'Asie
- New Dehli 2024
  -  Médaillé d'argent de la poursuite
- Nilai 2025
  -  Médaillé d'argent de la poursuite

### Championnats nationaux
- Sharjah 2024
  -  Champion des Émirats arabes unis de poursuite[4]
  - 3e du championnat des Émirats arabes unis du scratch[4]
- Sharjah 2025
  -  Champion des Émirats arabes unis de poursuite[5]